# Mailto
mailto (englisch für „[versende] Post an“) ist ein URI-Schema für E-Mail-Adressen und findet auf Webseiten Verwendung, um Hyperlinks (Abk. Links) zu erstellen, über die Benutzer eine E-Mail an eine vorgegebene E-Mail-Adresse senden können, ohne diese zuvor in einem E-Mail-Programm eingeben zu müssen.
mailto wurde ursprünglich in der Request for Comments (RFC) als RFC 2368 definiert und 1998 veröffentlicht. 2010 wurde die überarbeitete Spezifikation als RFC 6068 veröffentlicht.

## Verwendung
Erstellen eines Links mit mailto zum Senden von E-Mails:
```
<
a
 
href
=
"mailto:jemand@beispiel.com"
>
E-Mail senden
</
a
>

```

Angabe der Header-Daten und des Nachrichtentextes über den URL; dabei können Leerzeichen, Wagenrücklauf und Zeilenvorschub nicht eingebettet werden, sondern müssen in URL-Encoding (Prozentkodierung) kodiert sein:
```
<
a
 
href
=
"mailto:jemand@beispiel.com?subject=Betreff&amp;cc=jemand_anderes@beispiel.com&amp;body=Dies%20ist%20eine%20Textnachricht"
>
E-Mail senden
</
a
>

```

Angabe mehrerer E-Mail-Adressen:
```
<
a
 
href
=
"mailto:jemand@beispiel.com,jemand_anderes@beispiel.com"
>
E-Mail senden
</
a
>

```

Angabe ohne Vorbelegung der Empfängeradresse:
```
<
a
 
href
=
"mailto:?to=&amp;subject=mailto%20mit%20Beispielen&amp;body=https%3A%2F%2Fde.wikipedia.org%2Fwiki%2FMailto"
>
 Dieses Wissen teilen ... 
</
a
>

```

## Sicherheit und Datenschutz
Für das mailto-URI-Schema RFC 2368 vom Juli 1998 sind eine Reihe von Sicherheitsproblemen bekannt. Dabei gilt die größte Sorge der automatisierten Erfassung von E-Mail-Adressen durch Bots (Abk. für Roboter). mailto-Konstrukte, zu denen auch DOM-Konstrukte oder reguläre Ausdrücke gehören, können auf HTML-Seiten im World Wide Web (WWW) mittels verschiedener Skriptsprachen ausgelesen werden. Auf diese Weise gesammelte E-Mail-Adressen können bei der Verwendung über Mailinglisten große Mengen unerwünschter E-Mail (Spam) bei den Empfängern erzeugen.
Es gibt verschiedene Möglichkeiten, mailto-Links gegen das automatisierte Auslesen zu schützen, beispielsweise durch das Munging von Adressen oder das Verschleiern von JavaScript-basierten Adressen, jedoch kann auch dieser Schutz durch ausreichend komplizierte E-Mail-Harvester umgangen werden. Andere Techniken, wie beispielsweise die Adressierung hinter einem CAPTCHA oder einem ähnlichen „Humanity Check“, bieten die Sicherheit anderer Kontaktmethoden, insbesondere von Webformularen, die ähnliche Probleme beim Spam-Blocking haben, aber auch nicht gänzlich sicher sind.